# Лабини, Паоло Силос
Па́оло Си́лос Лаби́ни (итал. Paolo Sylos Labini, 30 октября 1920, Рим — 7 декабря 2005, Рим) — итальянский экономист.

## Биография
Паоло Силос Лабини родился в Риме 30 октября 1920 года. Его отец Микеле, отличавшийся высокими моральными ценностми, был родом из Битонто из Апулии и работал секретарем префектуры Апулии во времена правления Джолитти. Затем ему пришлось оставить эту карьеру, потому что он был антифашистом.
После окончания юридического факультета с отличием в июле 1942 года Лабини был принят помощником-добровольцем, а затем назначен помощником заведующего кафедрой политической экономии факультета экономики и торговли Римского университета «Сапиенца». В 1948 году Лабини выиграл стипендию для обучения в Чикагском университете в Соединенных Штатах. После трех месяцев в Чикаго он отправился в Гарвард, в начале 1949 года. Его интересовала взаимосвязь между технологическими инновациями, экономикой и обществом, и он отводил выдающуюся роль инновационному предпринимательству. В 1950 году Паоло Лабини выиграл стипендию и провел учебный год в Кембриджском университете, где был принят в Тринити-колледж в качестве студента-исследователя. Вернувшись в Италию, он получил квалификацию преподавателя политической экономии. Затем Силос посвятил себя преподаванию в университетах в разных местах.
С 1962 по 1964 год Паоло Силос Лабини был членом Национальной комиссии по экономическому планированию, а затем, с 1964 по 1974 год в научно-техническом совете при Министерстве бюджета.
В 1971 году Паоло Силос Лабини был избран президентом организационного комитета факультета экономических наук Университета Калабрии, который был учрежден парламентским законом 1968 года. Затем он работал над составлением устава нового университета, который был утвержден в декабре.
В 1974 году Паоло Силос Лабини подал в отставку «по соображениям совести» из научно-технического комитета Министерства бюджета, членом которого он был около десяти лет, когда большинство поддержало правительство Моро.
Противостояние против Берлускони и его правительства переживалось страстно в последние годы его жизни. Важным шагом, безусловно, является знаменитая Апелляция против Дома свобод, подписанная в феврале 2001 года.
Паоло Силос Лабини был женат на Марии Розарии Аззоне, от которой у него двое детей, Стефано и Франческо.

## Награды
- Медаль «За вклад в развитие культуры и искусства» (Италия) — 20 ноября 1989 г.[2]
- В 1990 году Национальная академия деи Линчеи присудила ему Премию Фельтринелли в области экономики[3].